# Laraesima densepunctata
Laraesima densepunctata es una especie de escarabajo longicornio perteneciente a la tribu Compsosomatini, de la subfamilia Lamiinae, orden Coleoptera.
Mide 6,1-10,5 mm de longitud. En el museo Nacional de Brasil de la Universidad Federal de Río de Janeiro, se encuentran varios ejemplares de la especie.

## Taxonomía
Se atribuye su descripción al entomólogo Stephan von Breuning, quien la citó por primera vez en 1950. La especie aparece registrada en la sección Lamiaires nouveaux de la collection Lepesme de Longicornia I, 511–535, f. 8, publicada por Breuning Stephan en 1950.

## Distribución
Se distribuye por América del Sur, específicamente en Brasil.